# Goniobryum
Goniobryum là một chi rêu trong họ Rhizogoniaceae.